# Torreya jackii
Torreya jackii (Торея  Джека, кит.: 叶榧长) — вид хвойних рослин родини тисових.

## Поширення, екологія
Країни проживання: Китай (Фуцзянь, Цзянсі, Чжецзян). Невелике дерево, що живе у вічнозелених широколистяних лісах, уздовж струмків, на крутих схилах в тіні або у вторинній рослинності зазвичай біля вологи. Його діапазон висот: між 120 м і 1320 м над рівнем моря. Це є одним з видів від тепло-помірного до субтропічного регіонів, де панують пд.-сх. мусони з річною кількістю опадів від 1350 до 1600 мм і середньорічною температурою 17–20º C, з абсолютним мінімумом -10°C. Росте на кислих гірських жовтих землях або скелястому граніті або ріолітовому субстраті з низьким рН 4.2–5 з хорошим доступом до ґрунтової води або джерела. Супутні види, наприклад, Quercus oxyphylla, Quercus phillyrhaeoides, Photinia benthamiana, Loropetalum chinense, Cyclabalanopsis glauca, Castanopsis eyrei, Schima superba, Rhododendron latoucheae. Із вторинної чагарникової рослинності Loropetalum chinense, Vaccinium bracteatum, Rhododendron ovatum, Symplocos caudata і т. д. є поширеними. Корені мають м'ясисту кору здатну зберігання воду, що дозволяє виду протистояти посусі.

## Морфологія
Може бути до 12 метрів у висоту, стовбур до 20 см діаметром, кора сіра або темно-сіра, з товстими лусками які оголюють блідо-коричневий зовнішній шар деревини. Голки зверху глибоко блискуче зелені, від лінійних до лінійно-ланцетних, розміром (2.5)3–7(9) см × (2.5)3–3.8(4) мм, шкірясті. Аріли (шишкоягоди) білі порошкоподібні, з невеликим вістрям. Насіння оберненояйцеподібне, 2–3 × ≈ 1,2 см. Насіння зріє восени.

## Використання
Ароматне дерево цього виду використовується для сільськогосподарських знарядь, начиння і ремесел; деревина також використовується для дров, а хімічні речовини беруться з листя і кори для лікування раку. За межами Китаю Т. jackii обмежуються кількома ботанічними садами та / або приватними колекціями.

## Загрози та охорона
Цей вид зустрічається дуже локально і був в крутому зниженні чисельності, особливо у зв'язку з руйнуванням його лісового середовища існування для розширення сільського господарства (рослинництво). Спеціальні природоохоронні області, щоб захистити цей вид в дикій природі вкрай необхідні. Природне поновлення утруднено фрагментацією популяцій. Цей вид присутній щонайменше в одному заповіднику — англ. Jiangshi Nature Reserve. Зустрічається в кількох інших природоохоронних територіях (наприклад, англ. Yukeng Nature Reserve). 